# Letov Š-18
Letov Š-18 là một loại máy bay huấn luyện hai tầng cánh của Tiệp Khắc. Do kỹ sư Alois Smolík thuộc hãng Letov Kbely thiết kế.

## Biến thể
- Letov Š-18
- Letov Š-118
- Letov Š-218 Smolik

## Quốc gia sử dụng
- Bulgaria: Không quân Bulgary
- Tiệp Khắc: Không quân Tiệp Khắc
- Phần Lan: Không quân Phần Lan

## Tính năng kỹ chiến thuật (Š-218 Smolik)
Đặc điểm tổng quát
- Kíp lái: 2
- Chiều dài: 6,90 m (22 ft 8 in)
- Sải cánh: 10 m (32 ft 10 in)
- Chiều cao: 3,10 m (10 ft 2 in)
- Diện tích cánh: 16,30 m² (175,4 ft²)
- Trọng lượng rỗng: 510 kg (1.124 lb)
- Trọng lượng cất cánh tối đa: 742 kg (1.636 lb)
- Động cơ: 1 × Walter NZ, 90 kW (120 hp)

 Hiệu suất bay 
- Vận tốc hành trình: 150 km/h (81 knot, 93 mph)
- Tầm bay: 375 km (200 nm, 230 mi)
- Trần bay: 4.000 m (13.125 ft)